# Dyschoriste angusta
Dyschoriste angusta är en akantusväxtart som först beskrevs av Samuel Frederick Gray, och fick sitt nu gällande namn av John Kunkel Small. Dyschoriste angusta ingår i släktet Dyschoriste och familjen akantusväxter. Inga underarter finns listade i Catalogue of Life.